# Robert Sens
Robert Sens (Schwerin, RDA, 29 de octubre de 1977) es un deportista alemán que compitió en remo. Su esposa, Catriona Oliver, compitió en el mismo deporte.
Ganó cuatro medallas en el Campeonato Mundial de Remo entre los años 1998 y 2007. Participó en dos Juegos Olímpicos de Verano, ocupando el noveno lugar en Sídney 2000 (dos sin timonel) y el quinto en Atenas 2004 (cuatro scull).

## Palmarés internacional
| Campeonato Mundial | Campeonato Mundial | Campeonato Mundial | Campeonato Mundial |
| Año                | Lugar              | Medalla            | Prueba             |
| ------------------ | ------------------ | ------------------ | ------------------ |
| 1998               | Colonia (Alemania) | Medalla de oro     | Dos sin timonel    |
| 2002               | Sevilla (España)   | Medalla de oro     | Cuatro scull       |
| 2003               | Milán (Italia)     | Medalla de oro     | Cuatro scull       |
| 2007               | Múnich (Alemania)  | Medalla de bronce  | Cuatro scull       |